# Boy Meets Girl (film, 1938)
Boy Meets Girl je americká filmová komedie režiséra Lloyda Bacona z roku 1938, natočená podle hry Belly a Sama Spewacka.

## Děj
Dva hollywoodští scenáristé Law a Benson už svými spontánními nápady vícekrát zachránili osudy mnoha filmových projektů. Nyní by se měli postarat o to, aby se arogantní westernová hvězda Larry Toms ještě jednou ukázala ve vší slávě.
Když se dozví, že naivní servírka v kantýně Susy očekává děťátko, přijdou na geniální myšlenku. Ještě před porodem angažují děťátko jako Tomova partnera, což zajistí popularitu chystanému projektu a scénář je na světě, než bys řekl švec. Jenomže kolotoč intrik se teprve roztáčí. Susy se zamiluje do gentlemanského anglického komparsisty a na smlouvu s jejím dítětem si brousí zuby Larryho agent.
Law a Benson nakonec Larryho odradí od úmyslu ucházet se o Susy, když najmou onoho anglického sympaťáka, aby před mikrofóny zahrál otce Susyna dítěte (jenž je již mrtvý). Zdá se, že kariéra Susyna dítěte Happyho definitivně skončila, Law s Bensonem jsou propuštěni, ještě jednou se pokusí zosnovat novou „práci“ pro Happyho, místo toho dají konečně dohromady Susy s jejím anglickým milým, který je vlastně synem jistého lorda. Mladý pár i s dítětem odjíždí do Anglie a konečně se tak může vzdálit nevybíravým hollywoodským praktikám.

## Hrají
- James Cagney - Robert Law
- Pat O'Brien - J. Carlyle 'J.C.' Benson
- Marie Wilson - Mrs. Susan 'Susie' Seabrook
- Ralph Bellamy - C. Elliott 'C.F.' Friday
- Frank McHugh - Rossetti
- Dick Foran - Larry Toms
- Bruce Lester - Rodney Bowman
- Ronald Reagan - hlasatel radia na filmové premiéře
- Paul Clark - Happy Seabrook, děťátko
- Penny Singleton - Peggy, manikérka
- Dennie Moore - Miss Crews, Fridayova sekretářka
- Harry Seymour - Green, skladatel písní
- Bert Hanlon - skladatel písní
- James Stephenson - major Thompson
- Curt Bois - choreograf
- Loia Cheaney - sestra v nemocnici
- Eddie Conrad - Jascha Alexander
- Hal K. Dawson - správce garderoby
- Otto Fries - Olaf, masér
- John Harron - komprasista bavící se s Rodneym
- George Hickman - chlapec v kanceláři
- Jan Holm - sestra v nemocnici s dopisem
- Bert Howard - ředitel
- Nenette Lafayette - pařížská telefonistka
- Carole Landis - pokladník na v kantýně
- Vera Lewis - uklízečka ve studiu
- Peggy Moran - newyorská telefonistka
- James Nolan - mladík přivedený pro Susie
- John Ridgely - Simmons, Fridayho filmový střihač
- Cliff Saum - Smitty, studijní policista
- Bill Telaak - rváč
- Rosella Towne - sestra v nemocnici vezoucí Larryho
- Dorothy Vaughan - sestra starající se o Happyho
- Pierre Watkin - B.K. Whitacre

## Zajímavosti
- Divadelní hra, podle níž byl snímek natočen, byla poprvé uvedena na Broadwayi 27. listopadu 1935 a měla 669 opakování. Prvními představiteli hlavních hrdinů byli Jerome Cowan a Allyn Joslyn jako Benson a Law a Everett Sloane jako Rosetti. Hra se na divadelní prka vrátila ještě dvakrát, v roce 1943 a 1976.